# 사랑한다면 (1996년 드라마)
《사랑한다면》은 1996년 12월 7일부터 이듬해 4월 20일까지 방영된 문화방송 주말연속극으로, 전통적 가치관을 가진 독실한 불교 가정에서 자란 남자하고 기독교 집안의 여자가 집안의 반대를 무릅쓰고 서로 사랑하고 결혼하면서 겪는 이야기를 담았다.
이 드라마는 《가슴을 열어라》의 조기 종영으로 급하게 후속작으로 결정되면서 첫 방영일이 1996년 11월 30일이었으나, 방송 준비를 이유로 창사특집 《토요일! 토요일은 즐거워》와 창사 특선영화 《사랑하기 좋은 날》이 각각 편성되고, 첫 방영일이 1주 늦은 1996년 12월 7일로 바뀌면서 7일은 1, 2회를, 8일은 4, 5회를 방영하였다. 또한 당초 제목은 ‘기독교와 불교’라는 두 집안의 극단적인 대비를 암시하는 〈집사와 보살〉이었으나 반대 의견으로 방영 직전 《사랑한다면》으로 결정되었다.
한편, 1997년 2월부터 조기종영설이 돌았으며 결국 애초 기획된 50부작에서 42회 만에 조기 종영되었다.

## 등장 인물

### 주요 인물
- 심은하(김영희) : 영문과를 나와 비디오용 영화 번역일을 한다. 독실한 기독교 집안의 효녀로 조용하고 수줍은 성격. 동휘와 시련 끝에 결혼하지만, 집안의 문화 차이 때문에 파란많은 결혼 생활을 한다. 동휘와 잠시 결별했다가 결혼식을 다시 올린다.
- 박신양(문동희) : 자상하고 유연한 듯하면서도 위기의 상황에서는 뜻밖의 추진력을 보이는 남자. 깍듯이 제사를 모시는 전통적인 가풍을 지닌 유교 집안의 삼대독자로 경영대학원 석사 과정을 밟다가 영희를 만난다.

### 영희네
- 한진희(김성찬) : 영희의 아버지. 법률사무소를 운영하는 독실한 기독교 신자이며 결벽증이 있다. 아내의 과거에 치를 떨고 폐인이 되지만 부부의 정을 느끼며 화해한다.
- 김미숙(유정애) : 영희의 어머니. 동휘와 영희를 반대하였으나 그들의 사랑에 감동하고 지원해준다. 결혼 전 낳은 아들 혁준을 거부하고 외면한다.
- 김세아(김성희) : 영희의 동생. 정애의 과거를 알게 되고 충격을 받아 원망한다.

### 동희네
- 김용림(이순임) : 동희 할머니. 젊은 시절의 어려움을 부처님에 의지해 헤쳐나왔다. 동휘 부부 갈등에 마음 아파한다.
- 김을동(이순명) : 순임 동생. 언니 순임이 불교신자인 것을 못마땅해한다. 점집을 자주 다니며 궁합의 결과를 가지고 전전긍긍한다.
- 김세윤(문창환) : 동희 아버지. 유교적 사고방식에 젖어 있는 인물. 유제품을 생산하던 기업 회장이다.
- 김영애(설옥순) : 동희의 어머니. 미혼모였던 정애의 과거를 알고 동희의 결혼을 반대한다. 정애를 찾는 고민아 선생에게 정애의 연락처를 알려준다.
- 이형철(문정희) : 동희 동생. 아버지 창환은 윤주와 결혼시키려 하였으나 가정교사와 사랑에 빠진다.
- 독고영재(문경환) : 창환 동생. 형으로부터 독립하겠다는 의지를 가지고 있으며 형과 의견 대립을 벌인다.
- 양미경(차은미) : 경환 아내. 물질만능주의에 빠진 사치스런 주부.
- 김규민(문준희) : 경환 아들.

### 그 외 인물
- 정재순(고민아) : 혁준을 보살피는 선생으로 정애를 찾아와 혁준의 소식을 알린다.
- 허준호(강호) : 혁준의 선배. 짝사랑하던 소라로 착각하고 영희를 성폭행한다. 영희에게 돌로 맞아 혼수상태에 빠지지만 회복하고 혁준과 요양차 기도원에 들어간다.
- 최진영(이혁준) : 정애가 결혼 전 낳은 사생아로 교통사고를 내고 구치소에 수감된다. 정애에게 이유 모를 끌림을 느끼고 친엄마라는 사실을 알자 분노한다. 엄마와 화해하고 기도원에 들어간다.
- 이경심(진소라) : 춘천에 사는 영희의 고교동창. 영희와 동휘 사이에서 둘의 사랑을 돕는다.
- 박용우 : 소라의 남자친구 역
- 최윤영(윤주) : 창환의 고향 친구의 딸로 유학에서 돌아오자 창환이 해외개발실에 특채하였다. 같은 사무실의 동휘를 도와주며 묘한 삼각관계를 형성하다 정휘와 사랑에 빠진다.
- 김성림(정신) : 여대생. 경환이 고용한 준희 가정 교사.
- 정재곤(재영) : 동휘 친구.
- 정명환

### 특별출연
- 나문희(김혜선) : 영희의 담당 정신과 의사

## 편성 변경(1996년)
- 12월 7일 : 저녁 7시부터 1, 2회분 연속 방영[4]
- 12월 8일 : 저녁 7시부터 3, 4회분 연속 방영

## 참고 사항
- 담당 PD 이관희가 대표이사로 있었던 이관희 프로덕션에서 기획, 삼화프로덕션에서 외주제작했는데[5] MBC 주말연속극 최초로 외주에 제작을 맡겨 화제가 되었다.
- 앞선 주말연속극처럼 조기종영을 되풀이하지 않기 위해 방영 첫 주에 1~2회, 3~4회를 연속 방영하는 유례 없는 수단을 동원하였다.[6]
- 종교적 갈등을 다룬 소재 파괴로 화제가 되었으나[7] 종교적 갈등을 극단적으로 묘사하여 비판을 받았다.[8]
- 동시간대 KBS 2TV 《첫사랑》의 폭발적인 인기 때문에 10%대의 저조한 시청률을 기록하였으며 이에 대한 대책으로 최진영, 이경심, 허준호 등의 연기자를 투입하였다.[9] 하지만 이들을 투입한 후 전보다 극이 산만해졌다는 지적이 높았다.[10]
- 시청률 반등을 위해 김영희(심은하)가 강호(허준호)에게 성폭행을 당하여 정신착란 증세를 보인다는 자극적인 설정을 집어넣었지만 시청률 상승에는 실패하였다.[11]